# Lista de episódios de Zoboomafoo
Zoboomafoo é um programa infantil de televisão de cunho educacional produzido nos Estados Unidos e no Canadá, no qual os irmãos Kratt apresentam animais de diferentes espécies, auxiliados por um lêmure, de nome Zoboomafoo.

## Episódios

### Primeira Temporada: 1999-2000
| №  | Título original    | Título em português      | Exibição original        |
| -- | ------------------ | ------------------------ | ------------------------ |
| 1  | The Nose Knows     | O nariz sabe             | 25 de janeiro de 1999    |
| 2  | Eye Spy            | Olhar espião             | 26 de janeiro de 1999    |
| 3  | Dinosaurs          | Dinossauros              | 27 de janeiro de 1999    |
| 4  | Who's In the Hole? | Quem está na toca?       | 28 de janeiro de 1999    |
| 5  | Happy Lemur Day    | Feliz Dia do Lêmure      | 29 de janeiro de 1999    |
| 6  | Swimming           | Nadadores                | 1.º de fevereiro de 1999 |
| 7  | Slimy Buddies      | Amigos Pegajosos         | 2 de fevereiro de 1999   |
| 8  | Snow Day           | Dia de neve              | 3 de fevereiro de 1999   |
| 9  | Night Time         | Noturnos                 | 4 de fevereiro de 1999   |
| 10 | Climbing           | Escaladores              | 5 de fevereiro de 1999   |
| 11 | Fierce Creatures   | Criaturas ferozes        | 8 de fevereiro de 1999   |
| 12 | Homes              | Lares                    | 9 de fevereiro de 1999   |
| 13 | Puppies            | Cachorrinhos             | 10 de fevereiro de 1999  |
| 14 | Tracks             | Pegadas                  | 11 de fevereiro de 1999  |
| 15 | Fling              | Fling, o macaco lançador | 12 de fevereiro de 1999  |
| 16 | Itchy              | Coceira que coça         | 15 de fevereiro de 1999  |
| 17 | Ears Hear          | As orelhas ouvem         | 16 de fevereiro de 1999  |
| 18 | Feeling Good       | Sentimentos              | 17 de fevereiro de 1999  |
| 19 | Running            | Corredores               | 18 de fevereiro de 1999  |
| 20 | Animal Daycare     | Hotel de animais         | 19 de fevereiro de 1999  |
| 21 | Giants             | Gigantes                 | 22 de fevereiro de 1999  |
| 22 | Pets               | Animais de estimação     | 21 de junho de 1999      |
| 23 | Bears              | Ursos                    | 22 de junho de 1999      |
| 24 | Lids               | Pálpebras                | 23 de junho de 1999      |
| 25 | Great Singers      | Grandes cantores         | 24 de junho de 1999      |
| 26 | Playtime           | Diversão                 | 25 de junho 1999         |
| 27 | Fast and Slow      | Rápido e devagar         | 28 de junho de 1999      |
| 28 | Horses             | Cavalos                  | 29 de junho de 1999      |
| 29 | Bathtime           | Hora do banho            | 30 de junho de 1999      |
| 30 | Jumpers            | Saltadores               | 1 de julho de 1999       |
| 31 | Funny Faces        | Caras engraçadas         | 2 de julho de 1999       |
| 32 | Spots and Stripes  | Pintas e listras         | 6 de setembro de 1999    |
| 33 | Sand Creatures     | Criaturas da areia       | 7 de setembro de 1999    |
| 34 | Water Creatures    | Criaturas aquáticas      | 8 de setembro de 1999    |
| 35 | Who's In the Egg?  | Quem está no ovo?        | 9 de setembro de 1999    |
| 36 | Hail to Tails      | Chamem as caudas         | 10 de setembro de 1999   |
| 37 | Cats               | Gatos                    | 24 de abril de 2000      |
| 38 | The Four F's       | Os quatro F's            | 25 de abril de 2000      |
| 39 | Stinky             | Fedidos                  | 26 de abril de 2000      |
| 40 | Bzzz               | Bzzz                     | 27 de abril de 2000      |

### Segunda Temporada: 2000-2001
| №  | Título original       | Título em português    | Exibição Original       |
| -- | --------------------- | ---------------------- | ----------------------- |
| 1  | Green Creatures       | Criaturas verdes       | 3 de outubro de 2000    |
| 2  | Brain Power           | Poder cerebral         | 10 de outubro de 2000   |
| 3  | Bovine                | Bovinos                | 17 de outubro de 2000   |
| 4  | Snakebellies          | Barriga de cobra       | 24 de outubro de 2000   |
| 5  | Humans                | Seres humanos          | 31 de outubro de 2000   |
| 6  | Zoboo the Super Lemur | Zoboo, o Super Lêmure  | 7 de novembro de 2000   |
| 7  | Pop Goes the Tiger    | Lá vem o tigre         | 14 de novembro de 2000  |
| 8  | Powerhouse            | Energia                | 21 de novembro de 2000  |
| 9  | Talk to Me            | Fale comigo            | 28 de novembro de 2000  |
| 10 | Flying Buddies        | Amigos voadores        | 6 de fevereiro de 2001  |
| 11 | Creature Neighbors    | Criaturas vizinhas     | 13 de fevereiro de 2001 |
| 12 | Buddies               | Amigos                 | 20 de fevereiro de 2001 |
| 13 | Can You Feel It?      | Você pode sentir?      | 27 de fevereiro de 2001 |
| 14 | Fearfest              | Festa dos monstros     | 6 de março de 2001      |
| 15 | Superclaw             | Supergarras            | 13 de março de 2001     |
| 16 | Grow, Zoboo, Grow     | Cresça, Zoboo, cresça  | 20 de março de 2001     |
| 17 | Don't Fence Me In     | Não fique longe de mim | 27 de março de 2001     |
| 18 | Families              | Famílias               | 12 de novembro de 2001  |
| 19 | H2O                   | H2O                    | 13 de novembro de 2001  |
| 20 | Crocodilian           | Crocodilianos          | 14 de novembro de 2001  |
| 21 | Hot and Cold          | Quente e frio          | 15 de novembro de 2001  |
| 22 | Armor                 | Armaduras              | 16 de novembro de 2001  |
| 23 | Ants and Eaters       | Quem come as formigas? | 19 de novembro de 2001  |
| 24 | World of Legs         | Mundo de pernas        | 20 de novembro de 2001  |
| 25 | Messy and Clean       | Bagunçado e limpo      | 21 de novembro de 2001  |